# Herrarnas C-2 1000 meter i kanotsport vid olympiska sommarspelen 1992
Herrarnas C-2 1000 meter vid olympiska sommarspelen 1992 hölls i Castelldefels i Spanien. 

## Medaljörer
| Gren          | Guld                              | Silver                                      | Brons                                 |
| C2 1000 meter | Tyskland Ulrich Papke Ingo Spelly | Danmark Christian Frederiksen Arne Nielsson | Frankrike Didier Hoyer Olivier Boivin |

## Resultat

### Heat
| Heat 1 |                                                 |         |    |
| 1.     | Ulrich Papke och Ingo Spelly (GER)              | 3:32.08 | QF |
| 2.     | Christian Frederiksen och Arne Nielsson (DEN)   | 3:32.32 | QF |
| 3.     | Martin Marinov och Blagovest Stoyanov (BUL)     | 3:33.57 | QS |
| 4.     | Dariusz Koszykowski och Mariusz Walkowiak (POL) | 3:38.72 | QS |
| 5.     | Andrew Train och Stephen Train (GBR)            | 3:40.13 | QS |
| 6.     | José Antonio Romero och José Ramón Ferrer (MEX) | 3:41.10 | QS |
| 7.     | Fernando Zamora och Juan Aballí (CUB)           | 3:48.78 | QS |
| Heat 2 |                                                 |         |    |
| 1.     | Gheorghe Andriev och Nicolae Juravschi (ROU)    | 3:34.92 | QF |
| 2.     | Didier Hoyer och Olivier Boivin (FRA)           | 3:35.82 | QF |
| 3.     | Attila Pálizs och György Kolonics (HUN)         | 3:37.55 | QS |
| 4.     | Aleski Igraev och Aleksandr Gramovich (EUN)     | 3:38.11 | QS |
| 5.     | Larry Cain och David Frost (CAN)                | 3:38.84 | QS |
| 6.     | Katsuya Toyama och Tsunehisa Uchino (JPN)       | 3:52.11 | QS |
| 7.     | Wyatt Jones och Gregory Steward (USA)           | 4:01.65 | QS |

### Semifinaler
| Semifinal 1 |                                                 |         |      |
| 1.          | Attila Pálizs och György Kolonics (HUN)         | 3:43.96 | QF   |
| 2.          | Fernando Zamora och Juan Aballí (CUB)           | 3:46.01 | QF   |
| 3.          | Andrew Train och Stephen Train (GBR)            | 3:46.36 |      |
| 4.          | Dariusz Koszykowski och Mariusz Walkowiak (POL) | 3:48.28 |      |
| 5.          | Katsuya Toyama och Tsunehisa Uchino (JPN)       | 3:57.81 |      |
| Semifinal 2 |                                                 |         |      |
| 1.          | Martin Marinov och Blagovest Stoyanov (BUL)     | 3:39.58 | QF   |
| 2.          | Aleski Igraev och Aleksandr Gramovich (EUN)     | 3:39.66 | QF   |
| 3.          | Larry Cain och David Frost (CAN)                | 3:40.86 | QF   |
| 4.          | José Antonio Romero och José Ramón Ferrer (MEX) | 3:44.13 |      |
| -           | Wyatt Jones och Gregory Steward (USA)           | 3:56.33 | DISQ |

### Final
| Gold   | Ulrich Papke och Ingo Spelly (GER)            | 3:37.42 |
| Silver | Christian Frederiksen och Arne Nielsson (DEN) | 3:39.26 |
| Bronze | Didier Hoyer och Olivier Boivin (FRA)         | 3:39.51 |
| 4.     | Gheorghe Andriev och Nicolae Juravschi (ROU)  | 3:39.88 |
| 5.     | Attila Pálizs och György Kolonics (HUN)       | 3:42.86 |
| 6.     | Martin Marinov och Blagovest Stoyanov (BUL)   | 3:43.97 |
| 7.     | Larry Cain och David Frost (CAN)              | 3:46.21 |
| 8.     | Aleski Igraev och Aleksandr Gramovich (EUN)   | 3:53.90 |
| 9.     | Fernando Zamora och Juan Aballí (CUB)         | 4:00.06 |